# Conspiration de septembre

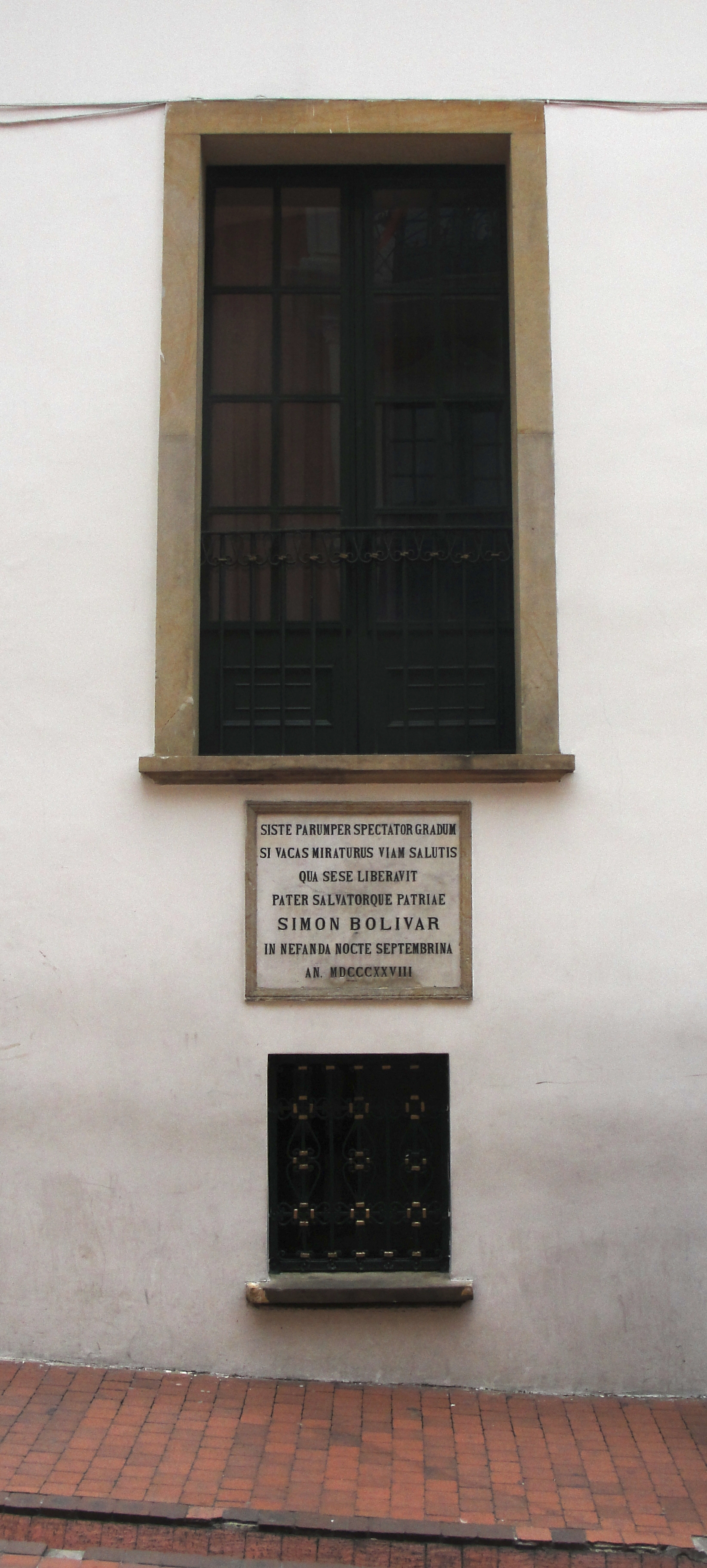
Fenêtre du palais de San Carlos par laquelle Simón Bolívar a échappé à l'attaque

La Conspiration de septembre (espagnol : Conspiración Septembrina) est un attentat contre le Libertador et président de la Grande Colombie Simón Bolívar, commis à Bogota le 25 septembre 1828 par des opposants au gouvernement.

## Contexte
L'opposition à Bolívar s'est renforcée au sein des libéraux néo-grenadins, en particulier depuis que celui-ci a déclaré la dictature le 27 août 1828. Ces libéraux se réunissent en société secrètes appelées « Sociedades de Salud Pública », comme celles de la Révolution française. En majorité étudiantes et intellectuelles, elles se réunissent pour discuter de politique. Au cours d'une de ces réunions, Luis Vargas Tejada (es) prononce une strophe devenue fameuse :
D'une de ces réunions au début septembre émerge l'idée de tuer Bolívar. Pour cela il est cherché des complicités au sein des forces armées, pour recruter des vétérans, réservistes et sergents mais aussi des exclus pour mauvaise conduite ou sur le point de l'être.

## Déroulement
Au milieu de la nuit du 25 septembre, une douzaine de civils et vingt-cinq soldats commandés par Pedro Carujo (es) forcent la porte du palais présidentiel, assassinent les gardiens et cherchent les quartiers de Bolívar. Manuela Sáenz, qui est ce soir-là avec Bolívar, le réveille. Après avoir entendu ce qui se passe, Bolívar prend son pistolet et son sabre et essaye d'ouvrir la porte, mais Manuela le convainc de s'échapper par la fenêtre.
Bolivar donne l'ordre d'évaluer la situation dans les casernes, tandis qu'il reste toute la nuit sous un pont, ce qui aggrave sa tuberculose.
Les jours suivants, les conspirateurs sont arrêtés. Beaucoup d'entre eux sont jugés au cours de « procès » ainsi que des militaires de haut rang soupçonnés d'implication dans la planification de l'attentat, en collaboration avec les exécuteurs ou par leur passivité. Le général Santander, et l'amiral Padilla sont accusés. Ce dernier est condamné par le conseil et fusillé.
Vicente Azuero et d'autres opposants ne sont pas impliqués, mais certains participants directs à la conspiration, comme Luis Vargas Tejada (es), Florentino González (es) et même Pedro Carujo (es), ennemi acharné de Bolivar, sont jugés par le Conseil des ministres et reconnus coupables ; bien que certains soient graciés, comme Carujo, une nouvelle ère de terreur s'ouvre. Après un procès qui ne respecte pas la procédure régulière, Santander est reconnu coupable, rétrogradé et condamné à être fusillé dans le dos, mais sa peine est commuée en exil.

## Conséquences
Les évènements de la Conspiración Septembrina et les jugements ultérieurs du Conseil des ministres (composé en grande partie de militaires vénézuéliens) contribuent à attiser la haine entre vénézuéliens et néo-grenadins, ce qui favorisera la dissolution de la Grande Colombie (es).